# Ovčie
Ovčie (bis 1927 slowakisch auch Ovče – im 19. Jahrhundert auch Malé Vitezovce; ungarisch Kisvitéz) ist eine Gemeinde im Osten der Slowakei mit 679 Einwohnern (Stand 31. Dezember 2024) im Okres Prešov, einem Teil des Prešovský kraj, und wird zur traditionellen Landschaft Šariš gezählt.

## Geographie

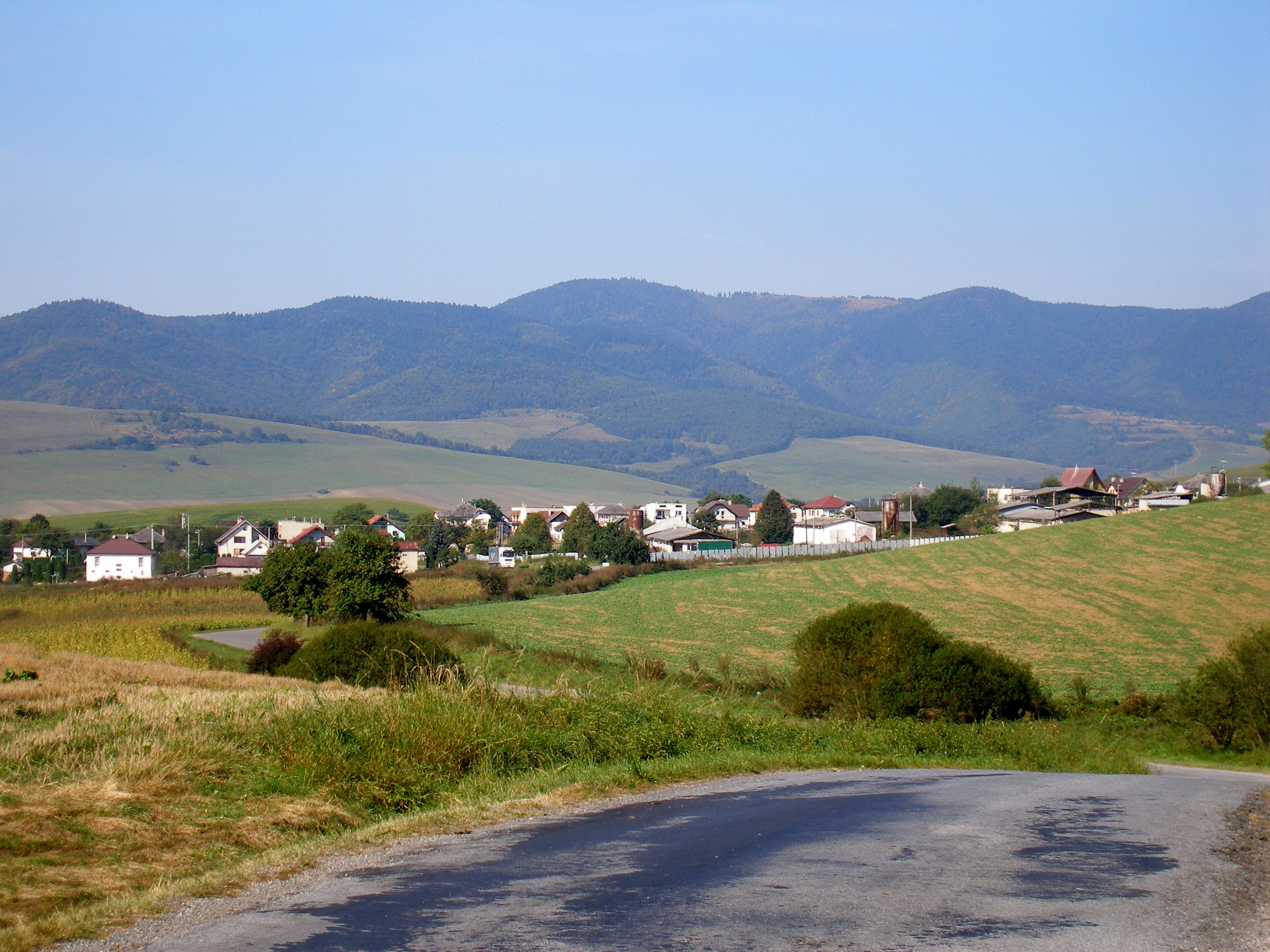
Blick auf Ovčie

Die Gemeinde befindet sich im Bergland Šarišská vrchovina am Übergang in den südlich gelegenen Gebirgszug Čierna hora. Das Ortszentrum liegt auf einer Höhe von 479 m n.m. und ist 24 Kilometer von Prešov entfernt.
Nachbargemeinden sind Víťaz im Westen und Norden, Chminianske Jakubovany im Nordosten, Hrabkov im Osten und Kluknava im Süden.

## Geschichte

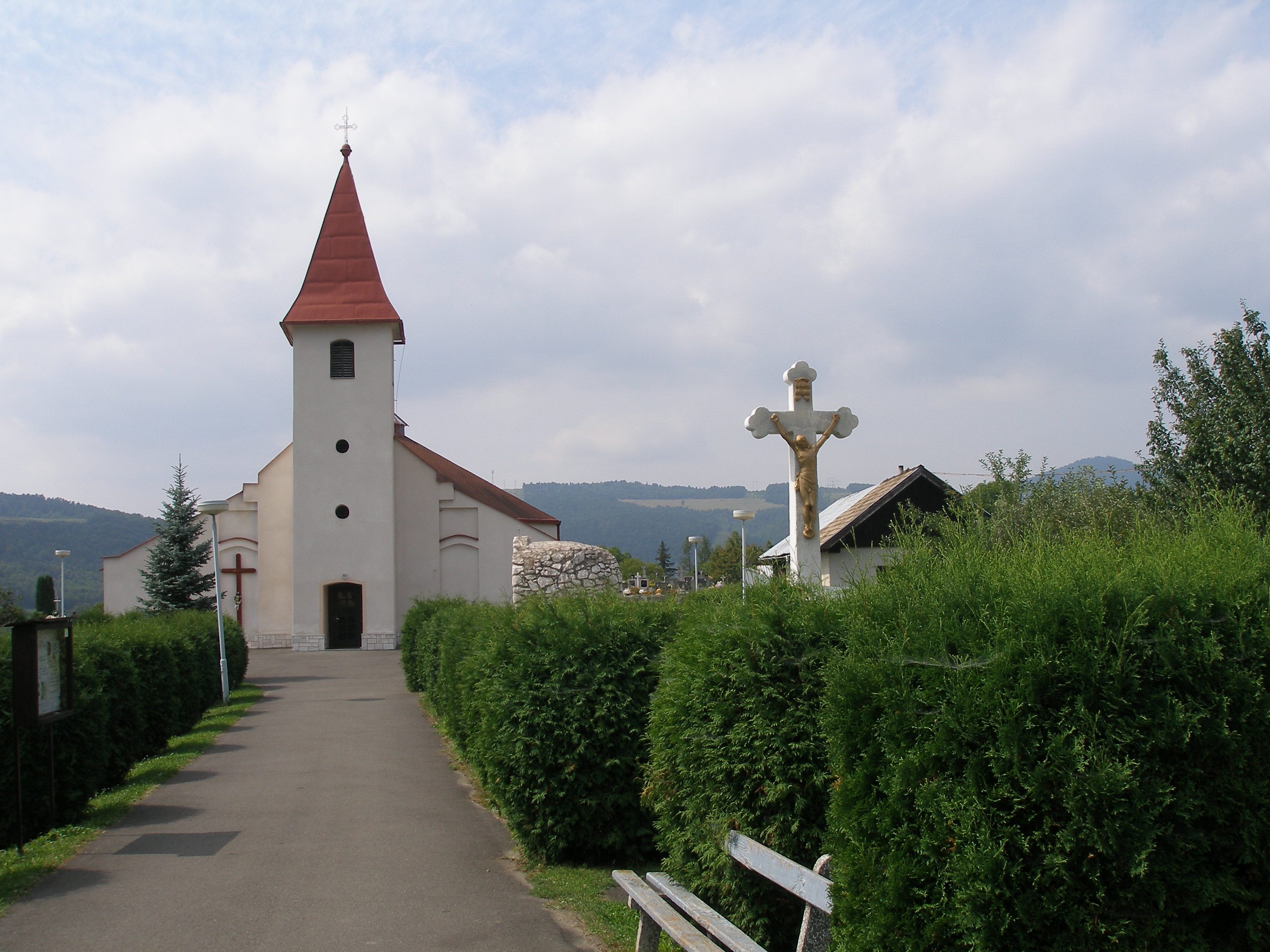
Barbarakirche im Ort

Ovčie wurde zum ersten Mal 1320 als Wytez Noua schriftlich erwähnt und war damals Teil des Herrschaftsgebiets von Svinia. Der Name weist darauf hin, dass der Ort auf dem Gemeindegebiet des Nachbarortes Víťaz entstand. 1427 wurden in einem Steuerverzeichnis 12 Porta verzeichnet. Der Name Ovčie erscheint in irgendeiner Form erst im 16. Jahrhundert und hängt mit einer ursprünglichen Beschäftigung der Einwohner als Hirten zusammen. Frei übersetzt bedeutet der Name auf Deutsch „Schafsdorf“. Vom 16. bis zum 18. Jahrhundert war das Dorf Besitz der Geschlechter Hedry und Bertóty, im 19. Jahrhundert besaß die Familie Tahy Ortsgüter. 1787 hatte die Ortschaft 31 Häuser und 178 Einwohner, 1828 zählte man 34 Häuser und 281 Einwohner, die als Fuhrmänner, Landwirte und Leineweber beschäftigt waren. 1831 litt Ovčie unter einer Choleraepidemie.
Bis 1918/1919 gehörte der im Komitat Sáros liegende Ort zum Königreich Ungarn und danach zur Tschechoslowakei beziehungsweise heute Slowakei. In der ersten tschechoslowakischen Republik waren Landwirtschaft, saisonale Waldarbeit und Besenbinderei Haupteinnahmequellen der Bevölkerung. Nach dem Zweiten Weltkrieg arbeitete ein Teil der Einwohner in Industriebetrieben in Städten wie Krompachy.

## Bevölkerung
| Jahr                | 1994 | 2004    | 2014    | 2024    |
| ------------------- | ---- | ------- | ------- | ------- |
| Anzahl der Personen | 632  | 678     | 670     | 679     |
| Unterschied         |      | +7,27 % | −1,17 % | +1,34 % |

| Jahr                | 2023 | 2024    |
| ------------------- | ---- | ------- |
| Anzahl der Personen | 676  | 679     |
| Unterschied         |      | +0,44 % |

Nach der Volkszählung 2011 wohnten in Ovčie 673 Einwohner, davon 664 Slowaken, zwei Roma und ein Tscheche. Sechs Einwohner machten keine Angabe zur Ethnie.
660 Einwohner bekannten sich zur römisch-katholischen Kirche, drei Einwohner zu den Zeugen Jehovas und zwei Einwohner zur griechisch-katholischen Kirche. Bei acht Einwohnern wurde die Konfession nicht ermittelt.

## Bauwerke und Denkmäler
- römisch-katholische Barbarakirche